# Les Enfants rouges
Les Enfants rouges és una pel·lícula dramàtica tunisiana, dirigida per Lotfi Achour i estrenada el 2024. Basada en una història real, la pel·lícula és protagonitzada per Ali Helali en el paper d'Ashraf, un nen que explora la muntanya Mghila de Tunísia amb el seu cosí gran Nizar (Yassine Samouni) quan els nois són atacats per terroristes jihadistes, que maten Nizar i obliguen Ashraf a tornar a casa sol amb el cap tallat de Nizar advertint a la seva comunitat.
El repartiment també inclou Eya Bouteraa, Wided Dabebi, Latifa Gafsi, Noureddine Hamami, Rayen Karoui, Mounir Khazri, Jemii Lamari, Younes Naouar i Salha Nasraoui en papers secundaris.
La pel·lícula és una coproducció d'empreses de Tunísia, França, Bèlgica, Polònia, Aràbia Saudita i Qatar.

## Repartiment
- Ali Helali
- Yassine Samouni

## Estrena
La pel·lícula es va estrenar al programa Filmmakers of the Present (Cineasti del Presente) al 77è Festival Internacional de Cinema de Locarno. Posteriorment es va projectar al Festival Internacional de Cinema de Vancouver de 2024, on va guanyar el Premi del Públic pel programa Vanguard.
Al novembre, va competir pel paó d'Or Award al 55è Festival Internacional de Cinema de l'Índia a la secció de competició internacional i es va projectar el 22 de novembre.

## Premis
Va guanyar el premi al millor director a la XXXIX edició de la Mostra de València.